# Carico neve

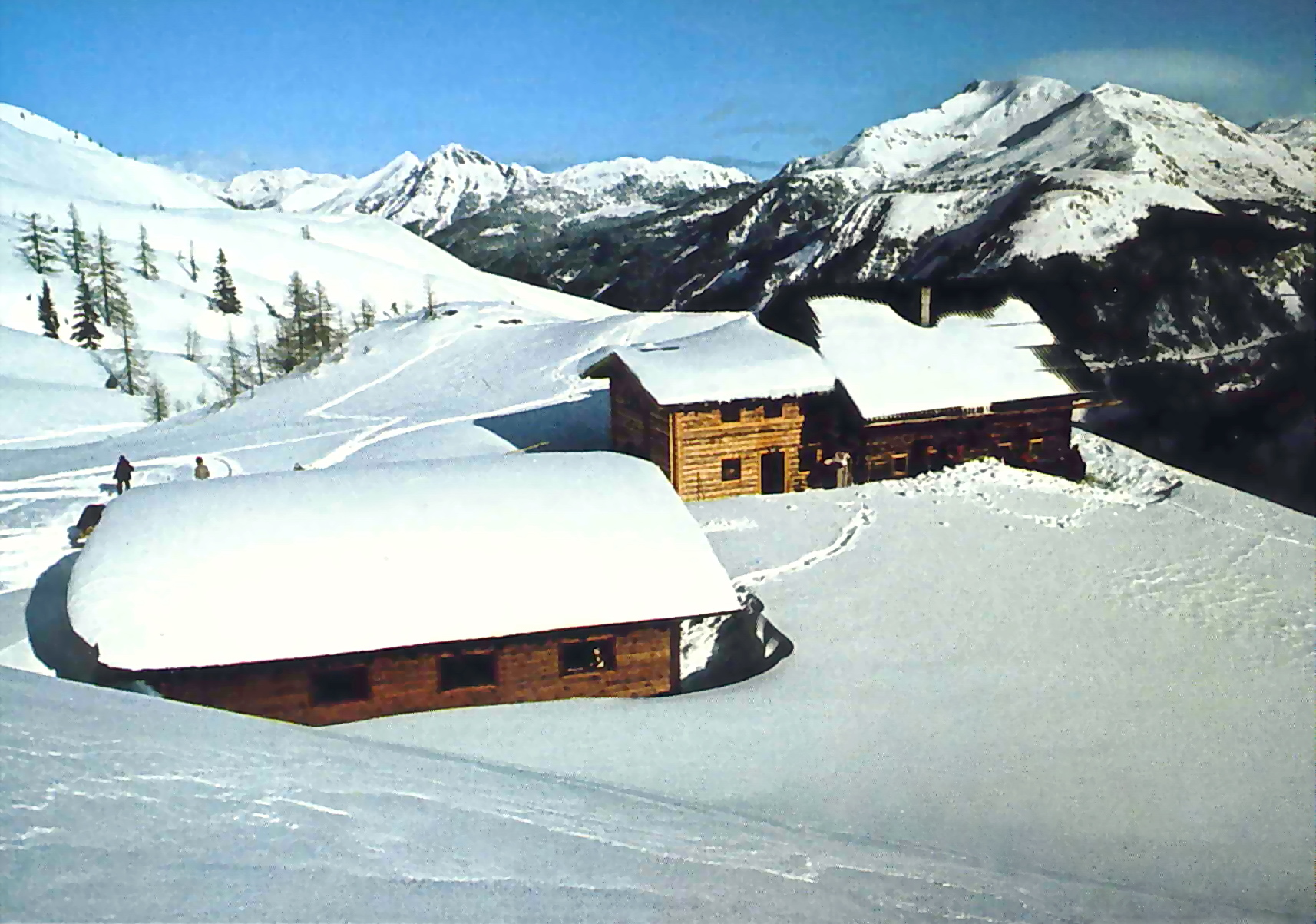
Neve su un tetto

Il carico neve o carico della neve è un'azione variabile climatica che agisce sulle costruzioni. Esso dipende dal clima, dalla topografia, dalla posizione geografica e dalla forma della costruzione, così come dalla forma e dalla trasmissione di calore del tetto. Il carico della neve agisce come carico verticale riferito alla proiezione orizzontale della superficie della copertura.
La densità e il peso della neve dipendono dalla temperatura. Un metro di neve polverosa corrisponde a circa 60-100 millimetri d'acqua, mentre un metro di neve pesante corrisponde a circa 200 mm.

## Valore caratteristico
Il valore caratteristico del carico della neve che agisce su una costruzione viene calcolato con la seguente espressione:
{\displaystyle q_{s}=\mu _{i}\cdot s_{k}\cdot C_{e}\cdot C_{t}}
dove:
   {\displaystyle \mu _{i}} è il coefficiente di forma della copertura
   {\displaystyle s_{k}} è il valore caratteristico del carico della neve al suolo in {\displaystyle [kN/m^{2}]}
   {\displaystyle C_{e}} è il coefficiente di esposizione
   {\displaystyle C_{t}} è il coefficiente termico
In Svizzera, questa espressione vale solo per costruzioni che si trovano ad un'altezza del suolo inferiore ai 2000 m.s.m.

### Valore caratteristico del carico della neve al suolo
Il valore caratteristico del carico della neve al suolo si calcola in base alla posizione geografica e all'altezza della costruzione.

#### Italia
Secondo l'Eurocodice 1, l'Italia è suddivisa in 3 zone: Zona nazionale I, Zona nazionale II e Zona nazionale III. Per il valore di sk riferirsi all'Eurocodice 1.

#### Svizzera
Secondo la Norma SIA 261, il valore caratteristico del carico della neve al suolo corrisponde a:
   {\displaystyle s_{k}=\left[1+\left({\frac {h_{0}}{350}}\right)^{2}\right]\cdot 0.4kN/m^{2}\geq 0.9kN/m^{2}}
dove h0 è l'altezza sopra al livello del mare al suolo della costruzione sommato a un fattore di correzione, che dipende dal clima della zona e si trova nell'appendice D delle norme SIA.

### Coefficienti

#### Coefficiente di forma della copertura
La forma della copertura di una costruzione è un parametro molto importante per il carico della neve e viene considerata grazie al coefficiente μ. Questo coefficiente considera per esempio il fatto che la neve scivola via più facilmente su un tetto ripido che su un tetto piatto, impedendo perciò il deposito di grandi quantità di neve. Può anche considerare un cambiamento della pendenza del tetto (come ad esempio in una copertura a shed).
Il coefficiente μ approssima il rapporto tra la quantità di neve che rimane sul tetto e la quantità di neve caduta.

#### Coefficiente di esposizione
Il coefficiente di esposizione dipende dall'esposizione al vento della costruzione. La quantità di neve che si deposita su una costruzione esposta a forte vento è infatti minore rispetto alla quantità di neve che si deposita su una costruzione riparata dal vento.
Il coefficiente di esposizione può assumere i seguenti valori:
| Posizione                    | Italia | Svizzera |
| ---------------------------- | ------ | -------- |
| Esposizione normale al vento | 1.0    | 1.0      |
| Posizione riparata           | 1.1    | 1.2      |
| Posizione battuta dal vento  | 0.9    | 0.8      |

#### Coefficiente termico
Il coefficiente termico considera lo scioglimento della neve causato dalla perdita di calore della copertura. Esso tiene conto dell'isolazione termica della copertura. Normalmente si usa {\displaystyle C_{t}=1.0}. Un coefficiente più basso può essere usato in caso di isolamento termico particolarmente scarso (grande quantità di calore trasmesso).